# Frontière entre la Mauritanie et le Sénégal
La frontière entre la Mauritanie et le Sénégal est la frontière séparant la Mauritanie et le Sénégal.

## Tracé
La frontière est intégralement située sur le cours du fleuve Sénégal : elle débute en amont au niveau du point de confluence avec le Falémé qui marque la frontière sénégalo-malienne et se termine non loin de son embouchure au nord de la ville sénégalaise de Saint-Louis.         

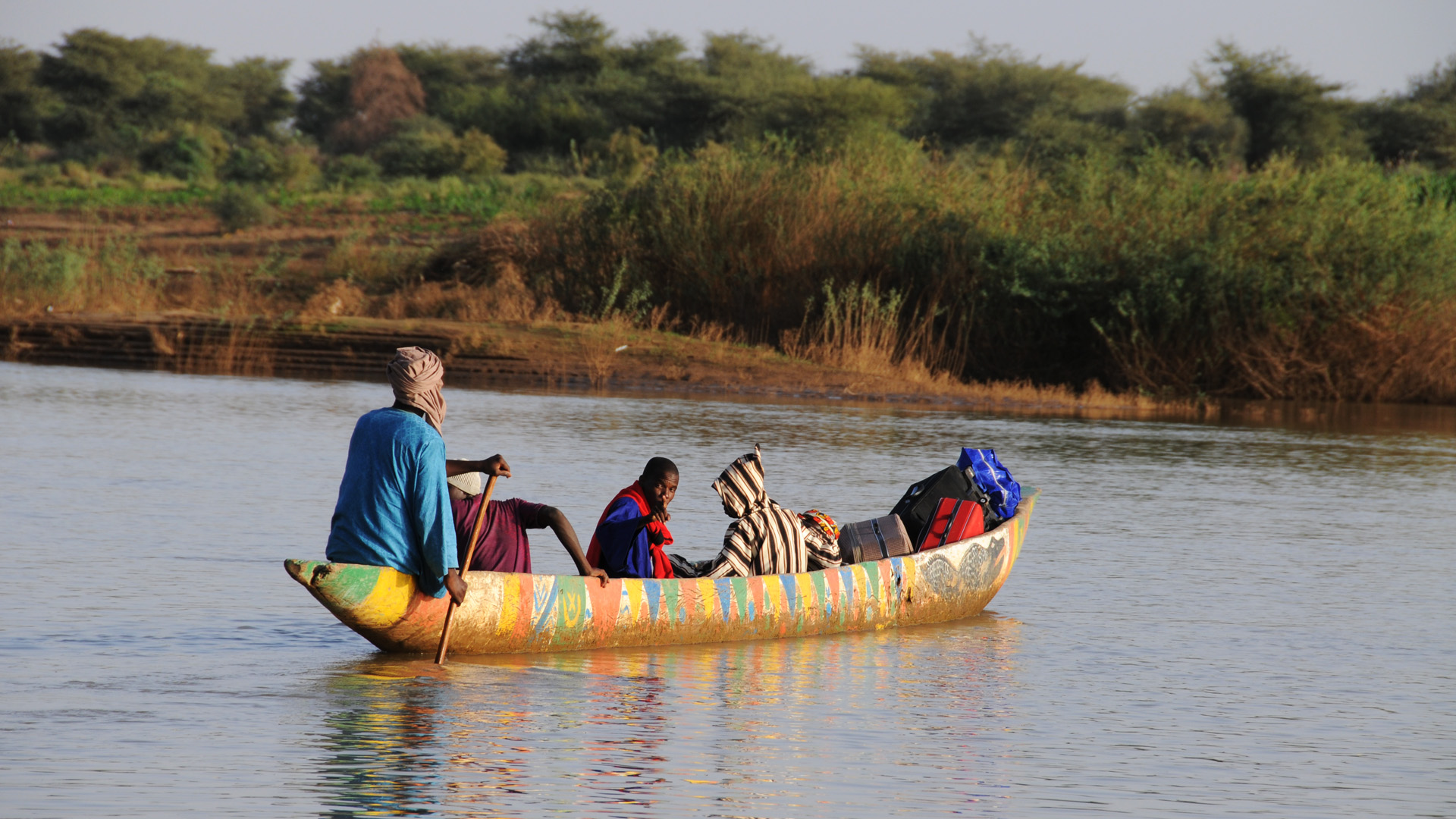
Passage de frontière à Bababé

## Frontière maritime
Les deux États partagent aussi une frontière maritime. Celle-ci est parfois traversée par des pêcheurs des deux pays, éventuellement par erreur ; des incidents entre pêcheurs et garde-côtes ont parfois lieu, aboutissant à des morts.